# بريان بيرارد
بريان بيرارد (بالإنجليزية: Bryan Berard)‏ هو لاعب هوكي جليد أمريكي، ولد في 5 مارس 1977 في ونسوكت في الولايات المتحدة.

## وصلات خارجية
- بريان بيرارد على موقع دوري الهوكي الوطني (الإنجليزية)
- بريان بيرارد على موقع قاعة مشاهير الهوكي (لاعب أن.إتش.أل) (الإنجليزية)
- بريان بيرارد على موقع دوري الهوكي للقارات (الإنجليزية)
- بريان بيرارد على موقع EliteProspects.com (الإنجليزية)
- بريان بيرارد على موقع HockeyDB.com (الإنجليزية)
- بريان بيرارد على موقع Hockey-Reference.com (الإنجليزية)
- بريان بيرارد على موقع أوليمبيديا (الإنجليزية)